# Pseudanthias truncatus
Pseudanthias truncatus är en fiskart som först beskrevs av Masao Katayama och Masuda, 1983.  Pseudanthias truncatus ingår i släktet Pseudanthias och familjen havsabborrfiskar. Inga underarter finns listade i Catalogue of Life.